# Гармаш Олексій Петрович
Олексій Петрович Гармаш (нар. 11 березня 1904, село № 11, тепер Генічеського району Херсонської області — ?) — радянський діяч, секретар Волинського обласного комітету КП(б)У, заступник голови Волинського облвиконкому та голова Волинської обласної планової комісії.

## Біографія
Народився в бідній селянській родині. З тринадцятирічного віку працював у сільському господарстві. У 1921 році вступив до комсомолу, був обраний секретарем сільської комсомольської організації.
Після закінчення радянської партійної школи — секретар Веселівського районного комітету комсомолу.
Член ВКП(б) з 1925 року.
З 1925 року — на комсомольській та партійній роботі в селі Астраханка на Мелітопольщині.
Закінчив інститут, навчався в аспірантурі.
У 1933—1936 роках — начальник політичного відділу машинно-тракторної станції (МТС).
У 1936 році закінчив курси при ЦК ВКП(б).
У 1936—1939 роках — на відповідальній роботі в Сталінському обласному комітеті КП(б)У.
З листопада 1939 до 1941 року — заступник голови виконавчого комітету Волинської обласної ради депутатів трудящих та голова Волинської обласної планової комісії.
11 квітня — червень 1941 року — секретар Волинського обласного комітету КП(б)У із промисловості.
З серпня 1941 до грудня 1945 року — в Червоній армії, учасник німецько-радянської війни. Служив на політичній роботі в 5-й армії Південно-Західного фронту. З 1942 року — агітатор політичного відділу 9-ї гвардійської стрілецької бригади 56-ї армії Північно-Кавказького фронту. У 1943 році був важко поранений і контужений. У 1944—1945 роках — заступник із політичної частини начальника хірургічного польового пересувного госпіталю № 4393 1-ї гвардійської армії 3-го Українського фронту.
Подальша доля невідома.

## Звання
- старший політрук
- гвардії майор

## Нагороди та відзнаки
- Орден Вітчизняної війни ІІ ст. (8.06.1945)
- Орден Червоної Зірки (20.02.1943)
- медаль «За перемогу над Німеччиною у Великій Вітчизняній війні 1941—1945 рр.»
- медалі